# Jenny Whittle
Jenny Whittle, född den 5 september 1973 i Gold Coast, Queensland, är en australisk basketspelare som tog på hemmaplan i Sydney tog OS-silver 2000. Hon var även med och tog OS-brons 1996 i Atlanta. 2000 var första gången Australien tog silver vid de olympiska baskettävlingarna. 